# 松山千春コレクション「思い出」
『松山千春コレクション「思い出」』（まつやまちはるコレクションおもいで）は2020年3月25日にリリースされた松山千春2作目のCD-BOX。

## 解説
松山が選曲・構成したCD6枚組・91曲のラブ・ソング集。2020年最新リマスタリング音源。歌詞・インタビュー含む128Pブックレット収載。

## 収録曲
全曲　作詞・作曲：松山千春

### Disc.1
1. 愛は物語　（編曲：松井忠重）（4分23秒）
2. 星をかぞえて　（編曲：大原茂人）（4分08秒）
3. ラブ・ソング　（編曲：大原茂人）（3分16秒）
4. 北風の中　（編曲：大原茂人）（4分20秒）
5. 愛にまぎれて　（編曲：幾見雅博）（5分38秒）
6. 愛は気まぐれ　（編曲：松原正樹）（3分29秒）
7. 忘れたい夜　（編曲：松原正樹）（5分41秒）
8. 夢をのせて　（編曲：大原茂人）（4分48秒）
9. 粉雪　（編曲：林政宏）（4分31秒）
10. 夢の中　（編曲：青木望）（3分23秒）
11. 明日が見えない　（編曲：奥慶一）（4分04秒）
12. 6月の雨　（編曲：瀬尾一三）（3分48秒）
13. あの日のまま　（編曲：奥慶一）（5分59秒）
14. 愛って呼べるほどのもんじゃない　（編曲：瀬尾一三）（6分48秒）

### Disc.2
1. 愛ははかなく　（編曲：戸塚修）（4分58秒）
2. 君の友達　（編曲：戸塚修）（5分00秒）
3. クレイジー・ラブ　（編曲：瀬尾一三）（5分37秒）
4. 写真　（編曲：飛澤宏元）（5分34秒）
5. あなたへの愛　（編曲：飛澤宏元）（4分18秒）
6. 星空　（編曲：戸塚修）（5分12秒）
7. 君は…　（編曲：飛澤宏元）（5分39秒）
8. 愛のゆくえ感じたくて　（編曲：大石学）（3分43秒）
9. 青い月灯り　（編曲：戸塚修）（5分54秒）
10. 物語　（編曲：大石学）（7分36秒）
11. 愛は…　（編曲：奥慶一）（4分18秒）
12. Good-bye　（編曲：有坂秀一）（5分34秒）

### Disc.3
1. 恋人達の季節　（編曲：飛澤宏元）（4分00秒）
2. マイ・ラブ　（編曲：飛澤宏元）（3分31秒）
3. 愛に近づいて　（編曲：飛澤宏元）（3分28秒）
4. バラード　（編曲：飛澤宏元）（5分02秒）
5. 君と愛のために　（編曲：飛澤宏元）（7分30秒）
6. SWAY　（編曲：大石学）（3分52秒）
7. それだけの愛　（編曲：飛澤宏元）（3分40秒）
8. センチメンタル　（編曲：飛澤宏元）（4分25秒）
9. 街の灯り　（編曲：大石学）（5分25秒）
10. あの頃　（編曲：飛澤宏元）（4分26秒）
11. 愛の嵐　（編曲：飛澤宏元）（6分04秒）
12. 恋愛　（編曲：飛澤宏元）（5分00秒）
13. 置き手紙　（編曲：飛澤宏元）（4分40秒）
14. 微笑　（編曲：飛澤宏元）（6分57秒）
15. 陽だまりの中　（編曲：飛澤宏元）（5分47秒）

### Disc.4
1. BEST GIRL　（編曲：飛澤宏元）（3分53秒）
2. それも愛　（編曲：笛吹利明）（5分41秒）
3. あの日　（編曲：飛澤宏元）（3分31秒）
4. 愛しい人よ　（編曲：飛澤宏元）（3分09秒）
5. 回想　（編曲：萩田光雄）（5分58秒）
6. 愛し続けたい　（編曲：飛澤宏元）（3分31秒）
7. 夢の中でも　（編曲：飛澤宏元）（5分13秒）
8. 時計　（編曲：船山基紀）（4分15秒）
9. 愛を確かめる　（編曲：飛澤宏元）（5分08秒）
10. 吐息　（編曲：飛澤宏元）（5分53秒）
11. 心が痛い　（編曲：大石学）（3分25秒）
12. ひとり　（編曲：大石学）（4分30秒）
13. ジュテーム　（編曲：飛澤宏元）（4分27秒）
14. 愛よ永遠に　（編曲：夏目一朗）（3分55秒）
15. 君は腕の中　（編曲：飛澤宏元）（4分49秒）

### Disc.5
1. ひとりの部屋　（編曲：飛澤宏元）（4分44秒）
2. 心貴方色　（編曲：飛澤宏元）（3分33秒）
3. 雪化粧　（編曲：萩田光雄）（5分32秒）
4. 今宵　（編曲：飛澤宏元）（4分40秒）
5. ため息をつかせてよ　（編曲：飛澤宏元）（3分48秒）
6. 愛という名の旅　（編曲：夏目一朗）（4分27秒）
7. 君って何だろう　（編曲：夏目一朗）（6分13秒）
8. 戻って　（編曲：夏目一朗）（5分02秒）
9. 愛している　（編曲：夏目一朗）（6分02秒）
10. 道　（編曲：夏目一朗）（3分58秒）
11. 欲望の街　（編曲：夏目一朗）（5分06秒）
12. 冬のアリア　（編曲：夏目一朗）（3分55秒）
13. 白い雪　（編曲：夏目一朗）（4分40秒）
14. 最後の涙　（編曲：夏目一朗）（5分02秒）
15. 信号　（編曲：夏目一朗）（4分33秒）
16. こもれ陽　（編曲：夏目一朗）（3分29秒）

### Disc.6
1. いつだって　（編曲：夏目一朗）（4分43秒）
2. お願い　（編曲：夏目一朗）（5分13秒）
3. 風になって　　（編曲：夏目一朗）（4分05秒）
4. 輝く時代　（編曲：石川鷹彦）（5分39秒）
5. 月あかり　（編曲：夏目一朗）（4分29秒）
6. 恋よララバイ　（編曲：夏目一朗）（3分09秒）
7. ひき潮　（編曲：服部克久）（4分23秒）
8. ワンシーン　（編曲：夏目一朗）（5分17秒）
9. 奪われてゆく　（編曲：古川昌義）（5分28秒）
10. 終わり無き愛　（編曲：夏目一朗）（4分21秒）
11. 白い雪は　（編曲：夏目一朗）（4分18秒）
12. ボサノヴァ　（編曲：古川昌義）（4分30秒）
13. 終結　（編曲：坂本昌之）（3分18秒）
14. 冷たい雨　（編曲：夏目一朗）（4分30秒）
15. 心の扉　（編曲：夏目一朗）（5分03秒）
16. 伝えなけりゃ　（編曲：夏目一朗）（4分21秒）